# Ahmad ibn Tajmijja
Ahmad ibn Taymiyyah (diverse spellingvarianten, waaronder Taymiya en Taymiyya) (Arabisch: تقي الدين أحمد بن تيمية | Taqīyu d-Dīn Aḥmad b. Taimīya) (22 januari 1263 – 26 september 1328) uit Damascus was een islamitisch geestelijke, geleerde en mujaddid. Hij was een proto-salafist en een van de belangrijkste hanbalitische juristen en is thans het boegbeeld van de voorstanders van de politieke islam.

## Leven
Tajmijja werd geboren in Harran (nu in Turkije). Op zijn zesde moest hij met zijn familie naar Damascus vluchten voor de oprukkende Mongolen. Uit zijn familie kwamen belangrijke hanbalistische juristen. Na het voltooien van zijn opleiding begon hij te doceren in de Grote moskee van Damascus. Hij diende ook aan het hof van de mamloekensultan Mohammed ibn Qalaawoen.
Ibn Taymiyya maakte zich sterk voor de rechten van vrouwen buiten het islamitisch rijk .Ook sprak hij zich sterk uitgesproken tegen alles wat niet expliciet gesanctioneerd werd door de Koran en de Profeet, waardoor zijn onverzoenlijkheid hem gedurende zijn tijd in Damascus meerdere malen in conflict bracht met de mammelukse heersers uit Egypte die hem regelmatig gevangenzetten. Hoewel Ibn Taymiyya constant overhoop lag met de mammelukken was hij gezaghebbend en vroegen deze een goedkeuring toen ze in conflict kwamen met de ook islamitische Mongolen (Moghols) uit Iran. Deze goedkeuring verschafte hij met de verklaring dat hoewel de Mongolen de islam dienden, ze niet absoluut alle voorschriften van de religie volgden en daarom als heidense Jahiliyya beschouwd dienden te worden waartegen jihad gevoerd moest worden. Deze fatwa en andere uitspraken van Ibn Taymiyya zijn daarna vaak als onderbouwing gebruikt door islamitische verzetsbewegingen (zoals in de recente geschiedenis door de moordenaars van Sadat in 1981 en het verzet tegen de Saoedische monarchie).
In 1299 neemt hij actief deel aan militaire activiteiten tegen de Mongolen, onder kan Ghazan.
Hij viel de oelama's aan omdat die te veel bereid waren met de wereldse macht samen te werken. Dit leverde hem problemen met de autoriteiten op, maar ook veel bijval van het volk.
Tajmijja sleet zijn laatste jaren in de gevangenis. Hij stierf in 1328 naar verluidt aan een gebroken hart omdat hem het gebruik van pen, papier en inkt verboden was. Zijn begrafenis werd een demonstratie van bijval van het volk.

### Volgelingen
Ibn Kethier is een van zijn leerlingen. Van hem is vooral de uitleg van de Koran, Tefsier, in 8 delen bekend, die in het Nederlands vertaald is.

## Saoedi Arabië
Het wahabisme dat vooral in Saoedi-Arabië en omgeving voorkomt leunt sterk op het werk van Tajmijja.

## Publicaties
Tajmijja is auteur van een vijfhonderdtal geschriften. Daarvan zijn er een zestig bewaard, waaronder:
- Al-Siyāsa al-sharʿiyya fī iṣlāḥ al-rāʿī wa al-raʿiyya (Regeren in overeenstemming met Allahs Wet ter hervorming van de herder en de kudde): traktaat over het besturen volgens de sharia
  - Bid, vecht en heers. Regeren in overeenstemming met Allahs wet, vert. Machteld Allan, 2019
  - Le Traité de droit public d'Ibn Taimiya, vert. Henri Laoust, 1939
- Muqaddima Fī Uṣūl At-tafsīr (Inleiding in de principes van tafsir)
  - An Introduction to the Principles of Tafseer, vert. Muhammad Abdul Haq Ansari, 1993
  - Einführung in die Methodologie der Qur̓ānexegese, vert. Elsayed Elshahed, 2000
  - Déontologie de l'exégèse coranique, vert. Muhammad Diakho, 2013
- Minhaj as-Sunnah an-Nabawiyyah (De weg van de Soenna van de Profeet)
- Al-Jawāb al-Ṣaḥīḥ li-man baddala dīn al-Masīh (Het correcte antwoord aan zij die het geloof van de Messias vervormd hebben): refutatie van het christendom in zeven delen
- Darʾ taʿāruḍ al-ʿaql wa al-naql (Weerlegging van de tegenstelling tussen rede en openbaring)
- Kitab al-Iman (Boek van het Geloof)
  - Kitab al-Iman – Book of Faith , vert. Salman Hassan Al-Ani en Shadia Ahmad Tel, 1999
- As-Sarim al-Maslul 'ala Shatim ar-Rasul (Het getrokken zwaard tegen zij die de Boodschapper beledigen)
- Fatawa al-Kubra (De grote fatwa's)
- Fatawa al-Misriyyah (De Egyptische fatwa's)
- Ar-Radd 'ala al-Mantiqiyyin (Het weerleggen van de logici)
  - Against the Greek logicians, vert. Wael B. Hallaq, 1993
- Sharh Futuh al-Ghayb (Commentaar op Het Openbaren van het Onzichtbare): commentaar op een verzameling preken van Abdul-Qadir Gilani
- Al-Hisba fi al-Islam (De Hisba in de islam): geschrift over islamitische economie
- Al- ʻAqīdah al-wāsiṭīyah (De geloofsbelijdenis)
  - La profession de foi d'Ibn Taymiyya, vert. Henri Laoust, 1986
- Majmu al-Fatwa al-Kubra (Een grote verzameling fatwa): postume verzameling in 36 delen